# Prix Jean-Monnet de littérature européenne du département de la Charente
Le prix Jean-Monnet de littérature européenne est un prix littéraire français, décerné depuis 1995, pendant le LEC Festival (Littératures Européennes Cognac), qui récompense un auteur européen pour un ouvrage, écrit ou traduit en français. 
Parrainé et doté par le conseil départemental de la Charente, la sélection est confiée à un jury composé d'écrivains, de critiques littéraires et de journalistes. Le Cognac Monnet est partenaire sur l'organisation du prix à Cognac.

## Composition du jury
- Gérard de Cortanze – Président - écrivain, éditeur
- Jean-Baptiste Baronian – écrivain, critique littéraire belge
- Jacques De Decker – Secrétaire perpétuel de l’Académie de Belgique.
- Françoise Dion - représentante de la ville de Cognac
- Fabio Gambaro – directeur de l'Institut culturel italien de Paris[1]
- Patricia Martin – France Inter
- Gérard Meudal – Le Monde des livres
- Lieven Taillie – administrateur Association Jean Monnet
- Joël Schmidt – écrivain et journaliste
- Virgil Tanase – dramaturge et écrivain roumain

## Lauréats
- 1995 : Antonio Tabucchi ( Italie) pour Pereira prétend – Bourgois – traduit de l'italien par Bernard Comment
- 1996 : Pierre Mertens ( Belgique) pour Une paix royale – Seuil
- 1997 : Arturo Pérez Reverte ( Espagne) pour La Peau du tambour – Seuil – traduit de l'espagnol par Jean-Pierre Quijano
- 1998 : Herbjørg Wassmo ( Norvège) pour Ciel cruel – Actes Sud – traduit du norvégien par Luce Hinsch
- 1999 : Harry Mulisch ( Pays-Bas) pour La Découverte du ciel – Gallimard – traduit du néerlandais par Isabelle Rosselin
- 2000 : Lídia Jorge ( Portugal) pour La Couverture du soldat – Métailié – traduit du portugais par Geneviève Liebrich
- 2001 : Jorge Semprún ( Espagne) pour Le Mort qu'il faut – Gallimard
- 2002 : Patrick Modiano ( France) pour La Petite Bijou – Gallimard
- 2003 : William Boyd ( Royaume-Uni) pour À livre ouvert – Seuil – traduit de l'anglais par Christiane Besse
- 2004 : Angel Wagenstein ( Bulgarie) pour Adieu Shanghai – Esprit des Péninsules – traduit du bulgare par Krasimir Kavaldjiev
- 2005 : J. G. Ballard ( Royaume-Uni) pour Millenium People – Denoël – traduit de l'anglais par Philippe Delamare
- 2006 : Rosetta Loy ( Italie) pour Noir est l'arbre des souvenirs, bleu l'air – Albin Michel – traduit de l'italien par Françoise Brun
- 2007 : Jens Christian Grøndahl ( Danemark) pour Piazza Bucarest – Gallimard – traduit du danois par Alain Gnaedig
- 2008 : Danièle Sallenave ( France) pour Castor de guerre – Gallimard
- 2009 : Claudio Magris ( Italie) pour Vous comprendrez donc – L'Arpenteur – traduit de l’italien par Jean et Marie-Noëlle Pastureau
- 2010 : Hans Magnus Enzensberger ( Allemagne) pour Hammerstein – Gallimard – traduit de l’allemand par Bernard Lortholary
- 2011 : Sylvie Germain ( France) pour Le Monde sans vous – Albin Michel
- 2012 : Antonio Munoz Molina ( Espagne) pour Dans la grande nuit des temps – Seuil – traduit de l'espagnol par Philippe Bataillon
- 2013 : Michael Kumpfmüller ( Allemagne) pour La Splendeur de la vie – Albin Michel – traduit de l'allemand par Bernard Kreiss
- 2014 : Erri De Luca ( Italie) pour Le Tort du soldat - Gallimard - traduit de l'italien par Danièle Valin
- 2015 : Christoph Ransmayr ( Autriche) pour Atlas d'un homme inquiet – Albin Michel – traduit de l'allemand par Bernard Kreiss
- 2016 : Matei Vișniec ( Roumanie) pour Le Marchand de premières phrases – Actes Sud – traduit du roumain par Laure Hinckel
- 2017 : Dominique Fernandez ( France) pour La Société du mystère – Grasset
- 2018 : Chantal Thomas ( France) pour Souvenirs de la marée basse – Seuil
- 2019 : Rosella Postorino ( Italie) pour La Goûteuse d'Hitler – Albin Michel – traduit de l'italien par Dominique Vittoz
- 2020 : Almudena Grandes ( Espagne) pour Les patients du docteur Garcia - JC Lattès - traduit de l'espagnol par Anne Plantagenet
- 2021 : Donal Ryan ( Irlande) pour Par une mer basse et tranquille - Albin Michel - traduit de l'anglais par Marie Hermet
- 2022 : Jón Kalman Stefánsson ( Islande) pour Ton absence n’est que ténèbres - Grasset - traduit de l’islandais par Éric Boury
- 2023 : Amélie Nothomb ( Belgique) pour Le Livre des sœurs – Albin Michel
- 2024 : Ian McEwan ( Royaume-Uni) pour Leçon – Gallimard[2].

## Récompenses par nationalité
- France,  Italie : 5
- Espagne : 4
- Royaume-Uni : 3
- Allemagne : 2
- Autriche,  Belgique,  Bulgarie,  Danemark,  Irlande,  Islande,  Norvège,  Pays-Bas,  Portugal,  Roumanie : 1